# Хирпосинское сельское поселение
Хирпо́синское се́льское поселе́ние (чув. Хирпуҫ ял тӑрӑхӗ) — муниципальное образование в Вурнарском районе Чувашии Российской Федерации.
Административный центр — деревня Хирпоси.

## История
Статус и границы сельского поселения установлены Законом Чувашской Республики от 24 ноября 2004 года № 37 «Об установлении границ муниципальных образований Чувашской Республики и наделении их статусом городского, сельского поселения, муниципального района и городского округа».

## Население
| 2010  | 2012  | 2013  | 2014  | 2015  | 2016  | 2017  |
| ----- | ----- | ----- | ----- | ----- | ----- | ----- |
| 1344  | ↘1300 | ↘1265 | ↘1235 | ↘1199 | ↗1201 | ↘1168 |
| 2018  | 2019  | 2020  | 2021  |       |       |       |
| ↘1138 | ↘1109 | ↘1084 | ↘1061 |       |       |       |

## Состав сельского поселения
| № | Населённый пункт | Тип населённого пункта          | Население |
| - | ---------------- | ------------------------------- | --------- |
| 1 | Апнерка          | разъезд                         | 2         |
| 2 | Орауши           | село                            | ↗641      |
| 3 | Отары            | деревня                         | ↗108      |
| 4 | Рунги            | деревня                         | ↗229      |
| 5 | Хирпоси          | деревня, административный центр | ↗638      |